# Heteropygas hamifera
Heteropygas hamifera är en fjärilsart som beskrevs av Walker 1858. Heteropygas hamifera ingår i släktet Heteropygas och familjen nattflyn. Inga underarter finns listade i Catalogue of Life.